# قوه مقننه ایالت نیویورک
قوه مقننه ایالت نیویورک از دو مجلس سنای ایالت نیویورک و ایالتی نیویورک تشکیل شده‌است که به عنوان قوه مقننه ایالتی نیویورک عمل می‌کنند. قانون اساسی نیویورک اصطلاح رسمی برای این دو مجلس با هم تعیین نکرده‌است. این قانون می‌گوید که قدرت قانونگذاری ایالت «در اختیار مجلس سنا و مجلس خواهد بود». قوانین جلسات تصویب شده توسط قانونگذار در قوانین رسمی نیویورک منتشر شده‌است. قوانین دائمی نیویورک با ماهیت کلی در قوانین تلفیقی نیویورک کدیفیکاسیون شده‌است. از ژانویه ۲۰۲۱، حزب دموکرات در هر دو مجلس قانونگذاری ایالت نیویورک است که یکی از پردرآمدترین مجلس قانونگذاری ایالتی در این کشور است.

## رهبران
ریاست مجمع بر عهده رئیس مجلس است، در حالی که مجلس سنا توسط رئیس‌جمهور، پستی که به صورت رسمی توسط معاون فرماندار اداره می‌شود. معاون فرماندار، به عنوان رئیس مجلس سنا، تنها یک «رای تساوی‌شکن» دارد. بیشتر اوقات، ریاست سنا توسط رئیس‌جمهور موقت، یا توسط سناتوری به انتخاب رهبر اکثریت انجام می‌شود.
رئیس مجلس و رهبر اکثریت سنا، تعیین تکلیف کمیته‌ها و پست‌های رهبری، همراه با کنترل دستور کار در اتاق‌های خود را کنترل می‌کنند. این دو از رهبران قدرتمند ایالتی در نظر گرفته می‌شوند و همراه با فرماندار نیویورک اکثر دستور کار تجارت ایالتی در نیویورک را کنترل می‌کنند.

## تهیه و پژوهش
کمیسیون پیش‌نویس لایحه قانونی (LBDC) در تهیه پیش‌نویس قانون کمک می‌کند. در مورد قانون اساسی، سازگاری یا تأثیر قوانین پیشنهادی توصیه می‌کند؛ و اسناد قوه مقننه مانند قوانین نیویورک را منتشر و نگهداری می‌کند. کمیسیون پیش‌نویس لایحه از دو کمیسر تشکیل شده‌است، کمیسر اداری و کمیسر عملیات، که هر کدام به‌طور مشترک توسط رئیس موقت سنا و رئیس مجلس منصوب می‌شوند.

## کنترل حزب
در انتخابات ۲۰۱۸، دموکرات‌ها کنترل سنای ایالتی را به دست آوردند و اکثریت خود را در مجلس ایالتی افزایش دادند. در آغاز جلسه قانونگذاری ۲۰۱۹–۲۰۲۰، کنفرانس دموکرات سنا، ۳۹ کرسی از ۶۳ کرسی اتاق را برگزار کرد و کنفرانس دمکراتیک مجلس، مجمع ۱۰۶ کرسی از ۱۵۰ کرسی آن مجلس را در اختیار داشت. پس از اینکه سناتور دموکرات، سیمچا فلدر مجدداً در کنفرانس پذیرفته شد، کنفرانس دموکرات سنا به ۴۰ کرسی افزایش یافت.

## اختیارات قانون اساسی
قوه مقننه صلاحیت وضع قانون را دارد، منوط به اختیار فرماندار برای وتوی یک لایحه. با این حال، در صورتی که دو–سوم رای موافق در هر مجلسی به نفع رد شدن وجود داشته باشد، وتو ممکن است توسط قوه مقننه لغو شود. علاوه بر این، این ایالت این اختیار را دارد که اصلاحات قانون اساسی نیویورک را با اکثریت آرا و سپس اکثریت دیگر پس از انتخابات پیشنهاد کند. در صورت پیشنهاد، اصلاحیه در صورت موافقت رأی دهندگان در همه‌پرسی معتبر می‌شود.

## تاریخچه
قوه مقننه در کنگره انقلابی استانی نیویورک که توسط شورشیان تشکیل شد، زمانی که مجمع عمومی نیویورک نمایندگانی را به کنگره قاره‌ای نمی‌فرستاد، تشکیل شد.
مجلس قانونگذاری ایالت نیویورک در طول عمر خود رسوایی‌های فساد متعددی داشته‌است. این‌ها شامل سواره نظام اسب سیاه و حلقه کانال است.
در دهه ۱۸۴۰، نیویورک اولین موج بزرگ اصلاحات آیین دادرسی مدنی را در ایالات متحده با تصویب قانون فیلد به راه انداخت. این قانون الهام بخش اصلاحات مشابهی در ۲۳ ایالت دیگر بود و اصطلاح «درخواست کد» را برای سیستم آیین دادرسی مدنی ایجاد کرد.
اولین آفریقایی-آمریکایی که به مجلس قانونگذاری انتخاب شد، ادوارد جانسون جمهوری‌خواه در سال ۱۹۱۷ بود. اولین زنانی که به مجلس انتخاب شدند، ایدا سامیس جمهوری‌خواه و مری لیلی دموکرات بودند، هر دو در سال ۱۹۱۹ انتخاب شدند. اولین زن آفریقایی-آمریکایی که به مجلس قانونگذاری انتخاب شد، بسی آ. بوکانان در سال ۱۹۵۵ بود.
پنج عضو مجلس در سال ۱۹۲۰ به دلیل تعلق به حزب سوسیالیست اخراج شدند.
گفته می‌شود قراردادی وجود دارد که اعضای مجلس قانونگذاری نیویورک به‌طور غیررسمی در مورد رفتارهایی مانند روابط غیرقانونی خارج از ازدواج یا سایر رفتارهای شرم آور به قانون سکوت پایبند هستند.